# Eclipophleps beybienkoi
Eclipophleps beybienkoi är en insektsart som beskrevs av Malkovskiy 1972. Eclipophleps beybienkoi ingår i släktet Eclipophleps och familjen gräshoppor. Inga underarter finns listade i Catalogue of Life.